# Helene von Bülow

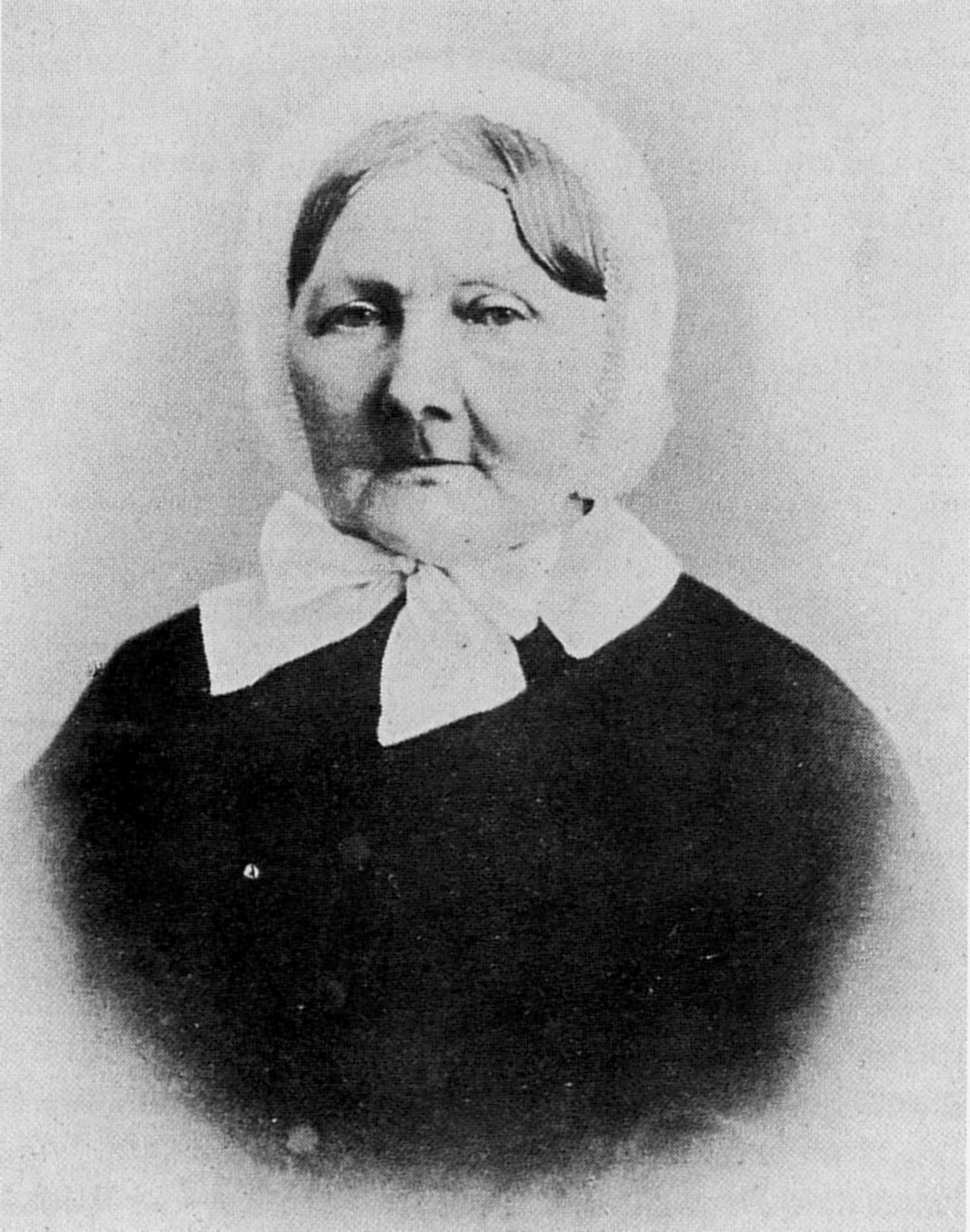
Helene von Bülow

Helene Elisabeth Fredericke Henriette von Bülow (* 14. Januar 1816 in Camin; † 17. November 1890 in Ludwigslust) war eine deutsche Diakonissin. Sie war eine der Stifterinnen und erste Oberin des Diakonissen-Mutterhauses Stift Bethlehem in Ludwigslust.

## Leben

### Kindheit
Helene von Bülow wurde als Tochter des Gutsbesitzers Bernhard (Joachim Ludwig) von Bülow (* 1786), dem ältesten Sohn des Oberhofmarschalls Bernhard Joachim von Bülow, und dessen Ehefrau Elisabeth (Elise), geborene von der Lühe (* 1795) in Camin geboren. Sie hatte zwölf Geschwister. Helene wurde am 18. Januar 1816 unter der Nr. 923 im Dobbertiner Einschreibebuch zur späteren Aufnahme in das adlige Damenstift im Kloster Dobbertin eingetragen. Sie verlebte auf väterlichen Gut, das seit 1663 in Familienbesitz war, eine unbeschwerte Kindheit. Die Mutter sorgte sich, unterstützt von Gouvernanten und Hausangestellten, um die Kinder, der Vater, der als streng, fleißig und fromm galt, führte das Gut Camin. Die Kinder wurden zu einer gesunden und bescheidenen Lebensführung angehalten. Die Eltern sorgten für eine umfassende Schulbildung: Helene wurde gemeinsam mit einer Schwester unterrichtet und nahm auch am für Mädchen nicht üblichen Mathematikunterricht der Brüder teil. Als 13-Jährige besuchte sie 1829 das Mädchenpensionat von Fräulein von der Sode in Ratzeburg. Nach ihrer Schulausbildung wollte Helene von Bülow nicht den gewohnten Lebensweg einer Tochter aus „gutem Hause“ einschlagen, der eine standesgemäße Heirat und Versorgung durch den Ehemann bedeutet hätte. Sie trug sich mit dem Gedanken, Erzieherin zu werden, verwarf diesen jedoch, da es für eine begüterte adlige Frau nicht standesgemäß gewesen wäre. Helene von Bülow war introvertiert, sehr an religiösen Dingen interessiert und lehnte die üblichen Vergnügungen der adligen Gesellschaft innerlich ab, folgte diesen nur der Höflichkeit wegen, Heiratsanträge wies sie zurück.

### Ausbildung
Nach dem Tod des Vaters und des älteren Bruders Bernhard zog die Mutter mit ihren Kindern 1842 nach Ludwigslust. Hier wurde Helene von Bülow im „Armen- und Krankenbesuchskreis“ des Frauenvereins tätig, der von dem Theologen Theodor Kliefoth gegründet worden war. Während dieser Arbeit wurde in ihr der Wunsch geweckt, ihr Leben ganz der religiösen karitativen Tätigkeit zu widmen. Ihre Freundin Marianne von Rantzau berichtete ihr von der Arbeit des  Erweckungstheologen Theodor Fliedner, der 1846 in Kaiserswerth bei Düsseldorf ein Diakonissen-Mutterhaus zur Ausbildung evangelischer Krankenpflegerinnen und „Kleinkinderlehrerinnen“ gegründet hatte. Trotz ihres Alters von 30 Jahren musste die Mutter die Erlaubnis erteilen, diese Schule besuchen zu dürfen.
In ihrer Ausbildung in Kaiserswerth durchlief Helene von Bülow einen „Klein-Kinderschul-Cursus“, die „Knabenstation“ und eine Zeit als Probepflegerin im Krankenhaus. Zur Ausbildung gehörten ebenfalls gemeinsame Besuche mit der Gemeindediakonisse bei Armen und Kranken der Stadt und in der Umgebung, wobei hierbei keine Unterschiede der Religionsangehörigkeit der Besuchten gemacht wurden. Die Ausbildung dauerte ein Jahr. Zwischen Helene von Bülow und dem Ehepaar Fliedner entstand eine freundschaftliche Beziehung, die über ihre Ausbildungszeit hinaus Bestand hatte. Anfang 1847 wurde Helene wegen einer immer bedrohlicher werdenden Krankheit ihrer älteren Schwester nach Ludwigslust zurückgerufen. Die Schwester starb am 15. März 1847 Bluthusten. All diese Krankheiten und Todesfälle in der Familie werden bei Helene von Bülow den Wunsch verstärkt haben, armen und kranken Menschen zu helfen.
Nach ihrer Ausbildung engagierte sich Helene von Bülow im Vorstand der Ludwigsluster Kleinkinderschule. Ihre Bemühungen, das schlecht ausgestattete Hospital der Stadt zu verbessern, schlugen fehl. 1847 besuchte sie das im Bau befindliche Berliner Zentral-Diakonissenhaus Bethanien, dessen Oberin Marianne von Rantzau (1811–1855) war. Der ebenfalls anwesende Theodor Fliedner gab den Rat, mit einem kleinen Kinderhospital zu beginnen und die weitere Entwicklung abzuwarten.

### Stift Bethlehem

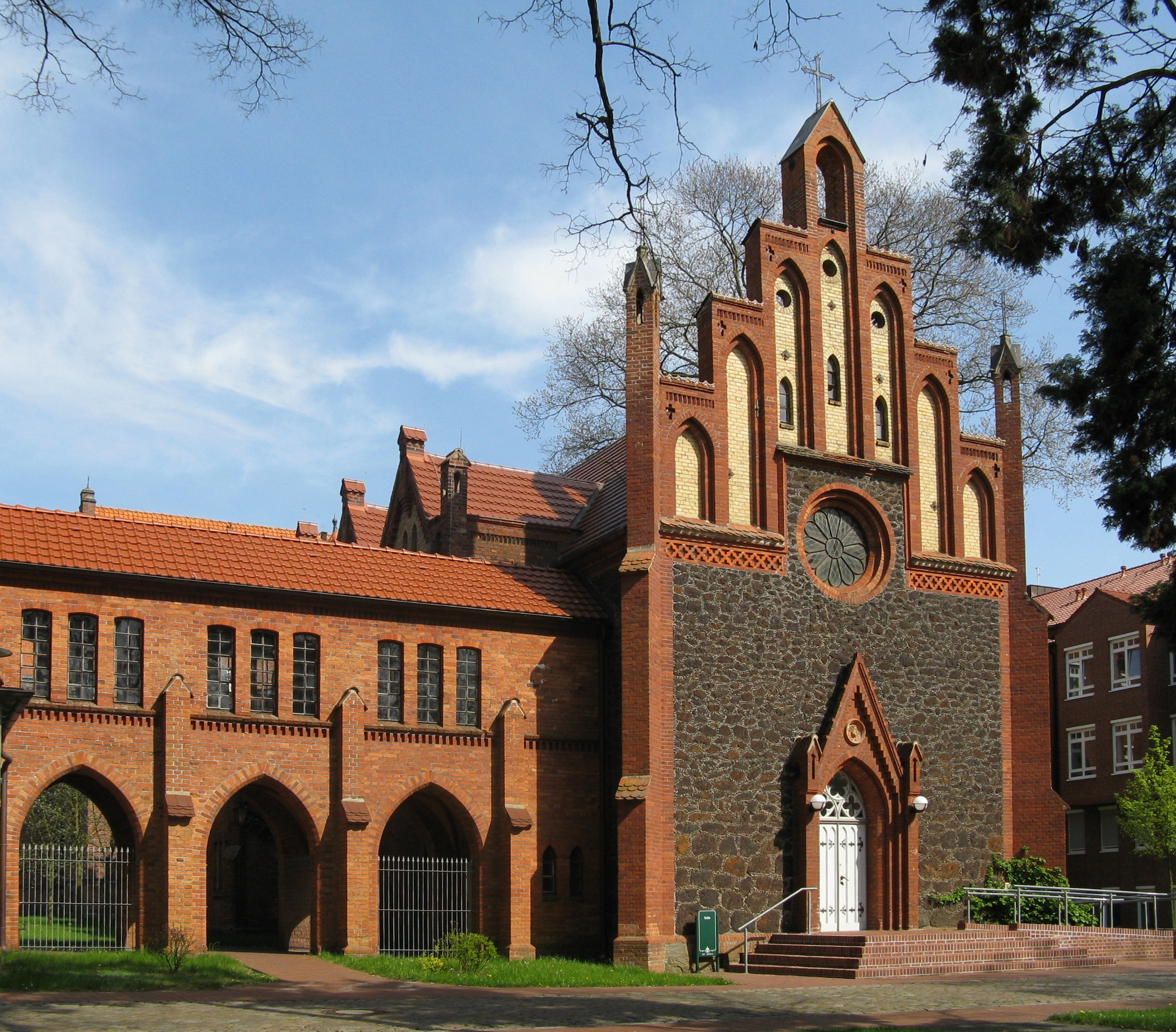
Stift Bethlehem, Stiftskirche (2008)

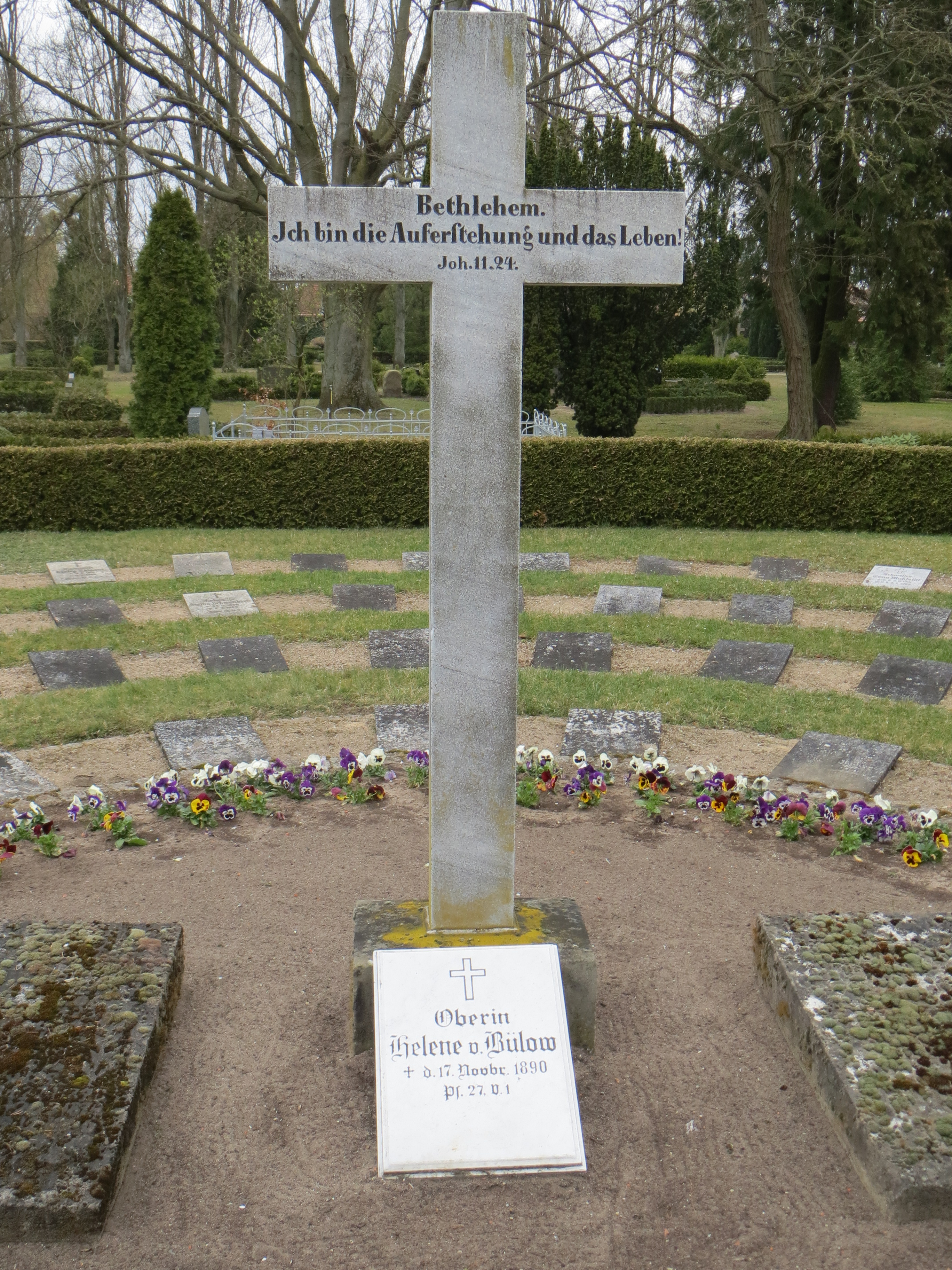
Grab Helene von Bülows auf dem Friedhof Ludwigslust (2014)

Sofort nach ihrer Rückkehr aus Berlin erwarb Helene von Bülow aus eigenen Mitteln die kleine Büdnerei Nr. 18 vor dem Schweriner Tor im damaligen Ludwigsluster Vorort Kleinow, um ein Kinderhospital einzurichten. Das Ludwigsluster Wochenblatt berichtete am 1. November 1857: Ein Herz voll Liebe zu den Kranken und Elenden und besonders zu kranken Kindern war die Triebfeder zu diesem Kauf. Hier wurden die Kinder der ärmeren Bevölkerung, auch aus der Umgebung der Stadt, von einem Ludwigsluster Arzt behandelt. Manche Kinder wurden über einen langen Zeitraum behandelt und betreut. Den Großteil der entstandenen Kosten für Unterbringung, Verpflegung und Kleidung übernahm Helene von Bülow aus ihrem Privatvermögen. 
Sie plante eine Vergrößerung des Hauses, um auch die bis dahin medizinisch vernachlässigten Frauen unterbringen zu können und eine Erweiterung zur Diakonissenanstalt. Unterstützt wurde sie in ihren Plänen vom Großherzog Friedrich Franz II. und seiner Ehefrau, Großherzogin Auguste. Durch deren finanzielle Hilfe konnte am 9. Juli 1850 die Grundsteinlegung des neuen zweistöckigen Hauses stattfinden, das neben dem ersten kleinen Gebäude errichtet wurde. Am 3. November 1851 fand in Anwesenheit der Allerhöchsten Herrschaften aus Schwerin die Einweihung des neuen Hauses statt. Gleichzeitig wurde die Stifterin Fräulein von Bülow als Oberin des inzwischen zur kirchlichen Anstalt gewordenen Stiftung bestellt.
Auf den Wunsch Helene von Bülows wurde der Name Stift Bethlehem gewählt. Helene übergab ihren Besitz mit barem Kapital von 10 000 Talern der Stiftung, was in einem Schenkungsvertrag mit der Evangelisch-lutherischen Landeskirche festgehalten wurde. Im Vertrag war auch festgeschrieben, dass die Oberin das Recht hatte, ihre Nachfolgerin zu bestimmen und der Großherzog von Mecklenburg-Schwerin als Oberbischof durch seinen Oberkirchenrat die Oberin, wenn sie sich als ungeeignet erwies, entlassen konnte.
Da immer noch Raum für männliche Kranke benötigt wurde, kaufte Großherzogin Auguste eine benachbarte Büdnerei und legte dabei den Grundstein zu einem großen Anbau. Obwohl es Helene von Bülow schwer fiel, wurde dafür aus baulichen Gründen das Kinderhospital, die eigentliche Wiege des Stifts Betlehem, abgerissen. Im Sommer 1855 konnte das neue Haus durch des Stiftsgeistlichen Pastor Kliefoth eingeweiht werden. Das Ludwigsluster Wochenblatt schrieb einige Jahre später über das Stift: Was ihre treue Pflege leistet, erkannte man besonders im Jahr 1859, als die Cholera als ein Würgengel Gottes durch das Land zog. Da pflegten die Schwestern mit unermüdlicher Aufopferung.
Die Ausbildung von Schwestern und Pflegerinnen wurde ab 15. April 1860 durch den ersten Stiftspastor Friedrich Wilhelmi Wilhelmi begleitet. Den Einsatz des Stiftsgeistlichen hatte Helene von Bülow seit längerer Zeit vom Oberkirchenrat gefordert. Die Einrichtung einer Stiftspfarrstelle war erst nach der Bewilligung von 10 000 Talern durch den Landtag für die hervorragende Arbeit der Diakonissen während der schweren Cholera-Epidemie.
Mit Pastor Johann Krabbe stand dann ab 16. Dezember 1866 der Oberin ein vielseitig praktisch begabter Mitarbeiter zur Seite, der 34 Jahre bis zu seinem Tod am 14. Januar 1901 mit an der Spitze der Anstalt stand. 
Bald konnte das Stift Diakonissen in andere Orte Mecklenburgs entsenden. Oft baten die Kinderhospitäler, Krankenhäuser und Heime die Oberin, sie möge Schwestern bereitstellen. Um die in Frage kommenden Anstalten zu besuchen, musste Helene von Bülow oft im Land herumreisen und sie berichtete sehr kritisch von den vorgefundenen Missständen in den Krankenhäusern von Schwerin, Wismar oder Rostock.
Trotz ihrer umfangreichen Leitungstätigkeit machte Helene von Bülow jeden Morgen und jeden Abend einen Rundgang durch das Haus, besuchte dabei die Krankensäle und interessierte sich für das Befinden der Patienten, machte ihnen Mut oder tröstete sie. Sie hatte es sich ebenfalls zur Aufgabe gemacht, die Sterbenden zu begleiten und war bei allen Begräbnisfeiern anwesend.
Helene von Bülow erlitt am 17. November 1890 einen Herzanfall, der zu ihrem Tod führt. Es wurde berichtet: Als sie am 17. November morgens nicht zum Kaffee erschien, ging eine Schwester ins Schlafzimmer und fand sie mit dem Ausdruck des stillen Friedens entschlafen in ihrem Bette.
Zu der am 21. November stattgefundenen Trauerfeier auf dem Kirchhof in Ludwigslust kamen neben ihrer Familie, hochgestellten Persönlichkeiten und kirchliche Würdenträger auch 200 Diakonissen. Die Ludwigsluster Bevölkerung nahm großen Anteil am Tod der Stifterin.

## Ehrungen
In Ludwigslust wurde eine Straße nach Helene von Bülow benannt. Das Altersheim in ihrem Geburtsort Camin trägt ebenfalls ihren Namen.

## Werke
- Davidlieder, Ludwigslust 1901
- Gestern, heute und in Ewigkeit, Ludwigslust 1901